# Calymmodon
Calymmodon es un género de helechos perteneciente a la familia  Polypodiaceae.

## Taxonomía
Calymmodon fue descrito por Karel Presl y publicado en Tentamen Pteridographiae 203–204, pl. 9, f. 1. 1836. La especie tipo es: Calymmodon cucullatus (Nees & Blume) C. Presl. 

## Especies
- Calymmodon asiaticus Copel.
- Calymmodon cucullatus (Nees & Blume) C. Presl
- Calymmodon gracilis (Fée) Copel.
- Calymmodon gracillimus (Copel.) Nakai ex H. Itô
- Calymmodon muscoides (Copel.) Copel.